# Diocèse de Zhumadian

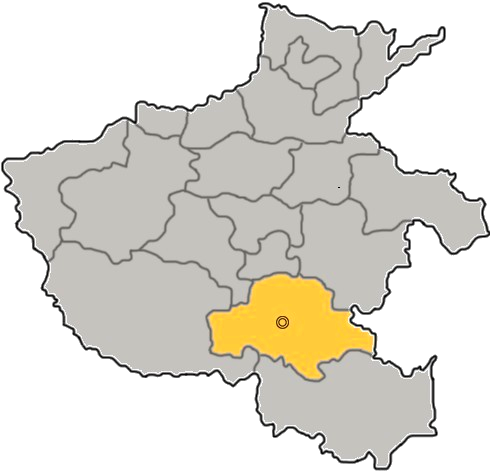
Carte du diocèse dans le Henan.

Carte du Henan.

Le diocèse de Zhumadian (Dioecesis Ciumatienensis) est un siège de l'Église catholique en République populaire de Chine, suffragant de l'archidiocèse de Kaifeng. Le siège est vacant.

## Territoire
Le diocèse comprend la ville-préfecture de Zhumadian, dans la partie méridionale de la province du Henan.
Le siège épiscopal est à Zhumadian.

## Histoire
La région est évangélisée par les missionnaires italiens depuis la fin du XIXe siècle. La préfecture apostolique de Zhumadian (Tchou-Ma-tien à l'époque) est érigée le 2 mars 1933 par le bref Supremi Apostolatus de Pie XI, recevant son territoire du vicariat apostolique de Nanyang-fou (aujourd'hui diocèse de Nanyang).
Le 9 novembre 1944, la préfecture apostolique est élevée au rang de vicariat apostolique.
Le 11 avril 1946, le vicariat apostolique est élevé en diocèse par la bulle Quotidie Nos de Pie XII.
Le 1er janvier 2013, deux séminaristes du diocèse sont ordonnés prêtres ; ce sont les premières ordinations sacerdotales depuis 1933.

## Ordinaires
- Pierre Wang (Wang Ji-zhi) † (4 août 1933 - 4 août 1939 décédé)
- Joseph-Marie Yüen K'ai-chih (Ching Ping) † (1939 - 30 janvier 1969 décédé)[3]
  - Sede vacante

## Statistiques
Le diocèse à la fin de l'année 1950 sur une population de 1.300.000 personnes comptait 14.100 baptisés (1,1%).